# Piz Vadret (Samedan)
Piz Vadret är en bergstopp i Schweiz.   Den ligger i regionen Maloja och kantonen Graubünden, i den östra delen av landet, 200 km öster om huvudstaden Bern. Toppen på Piz Vadret är 3 199 meter över havet, eller 366 meter över den omgivande terrängen. Bredden vid basen är 4,1 km.
Terrängen runt Piz Vadret är bergig västerut, men österut är den kuperad. Närmaste större samhälle är St. Moritz, 8,6 km väster om Piz Vadret. 
Trakten runt Piz Vadret består i huvudsak av gräsmarker. Runt Piz Vadret är det ganska glesbefolkat, med 23 invånare per kvadratkilometer.